# Ordre du Courage
Pour la distinction en Azerbaïdjan, voir Ordre du Courage (Azerbaïdjan).
L'ordre du Courage (russe : Орден Мужества, Orden Moujestva) est une distinction honorifique de la fédération de Russie, décernée depuis le 2 mars 1994.

## Histoire
L'ordre du Courage est décerné aux citoyens russes ayant fait preuve de dévouement et de courage dans la protection de l'ordre public, dans la lutte contre la criminalité, dans le sauvetage de personnes lors de catastrophes naturelles, d'incendies, de catastrophes ou d'autres situations d'urgence, ainsi que pour des actes de bravoure commis lors d'opérations militaires, et en mettant sa vie en danger. L'Ordre du Courage peut également être décerné à des citoyens étrangers.
À la veille de la guerre en Ukraine en 2022, le nombre de personnes récompensées de l'ordre du Courage était de plus de 70 000. Le statut de l'Ordre permet des récompenses répétées : des titulaires ayant reçu trois fois voire quatre fois l'ordre du Courage sont connus.
Une personne ayant reçu plusieurs fois l'ordre du Courage peut prétendre au titre de héros de la fédération de Russie.

## Description
L'insigne de l'ordre du Courage est formé d'une croix d'argent à quatre branches identiques aux extrémités arrondies, avec un bord et des rayons en relief. Au centre de la croix se trouve une image en relief de l'emblème d'État de la fédération de Russie. Le diamètre de la croix est de 40 mm.
Au revers de l'insigne, à l'horizontale, figure l'inscription en relief МУЖЕСТВО (« Courage ») ainsi qu'un numéro.
L'insigne de l'Ordre est relié à un bloc pentagonal recouvert d'un ruban de soie rouge moiré avec des bandes blanches sur les bords. La largeur du ruban est de 24 mm, celle des bandes de 2 mm.

## Récipiendaires (liste partielle)
- Yossif Kobzon
- Anatoly Lebed
- Alou Alkhanov
- Dmitri Outkine, chef du groupe Wagner[1],[2].
- Léopold Eyharts, brigadier général français et astronaute
- Daria Douguina (1992-2022), à titre posthume[3],[4],[5].
- Kirill Stremooussov (1976-2022), à titre posthume
- Maxime Fomine (1982-2023), à titre posthume[6]

## Source
- (en) Cet article est partiellement ou en totalité issu de l’article de Wikipédia en anglais intitulé « Order of Courage » (voir la liste des auteurs).